# Desa Grogol (administrativ by i Indonesien, Jawa Tengah, lat -7,60, long 110,82)
Desa Grogol är en administrativ by i Indonesien.   Den ligger i provinsen Jawa Tengah, i den västra delen av landet, 500 km öster om huvudstaden Jakarta.